# Behind the Green Door
Behind the Green Door (no Brasil, Atrás da Porta Verde; em Portugal, Por Detrás da Porta Verde - O Filme) é um filme pornográfico americano de 1972 dirigido por Artie e Jim Mitchell, considerado um dos maiores sucessos no genêro, ao lado de Deep Throat e The Devil in Miss Jones. É um filme pioneiro no sub-gênero da Pornografia racial.

## Sinopse
A personagem principal é sequestrada e levada a um estranho clube de porta verde no qual ocorrem muitas depravações.

## Elenco
- Marilyn Chambers - Gloria Saunders[1]
- George S. MacDonald - Barry Clark
- Johnnie Keyes[1]
- Lisa Grant
- Yank Levine - Motorista do Caminhão
- Toad Attell
- Angela Castle